# 列子
列禦寇（前450年—前375年），或称列圄寇，春秋时期郑國人，道家学派的先驱者，人称列子，主张“贵虚”。

## 生平
列子於《史記》無傳，其名散見於《莊子》、《管子》、《晏子》、《墨子》、《韓非子》、《子》、《呂氏春秋》等書。列禦寇成名于《列子》一书，有章以其名为章名，主旨在于宣扬不可炫智于外而应养神于心，达到“天而不人”顺从自然，达到无用之用的境界。
列子是郑国人，先於莊子，与郑繻公同时。其学本于黄帝老子，主张清静无为。相传他曾向关尹喜问道，拜壶丘子为师，壺子對列子說：“鄉吾示之以未始出吾宗。吾與之虛而委蛇，不知其誰何，因以為弟靡，因以為波流，故逃也。”後来又先後师事老商氏和支伯高子，修道九年之後，他就能御风而行。唐玄宗天宝年间诏封为“冲虚真人”，宋徽宗宣和年间封为“冲虚观妙真君”。

## 列子故里
列子故里位于河南郑州市东区的圃田一带。2009年6月，位于郑州市管城区圃田乡的列子祠成为市级文保单位。